# Неми (Рим)
Неми (итал. Nemi) је насеље у Италији у округу Рим, региону Лацио.
Према процени из 2011. у насељу је живело 1156 становника. Насеље се налази на надморској висини од 619 м.

## Становништво
Према резултатима пописа становништва 2011. у општини је живело 1.925 становника.
| 1931. | 1936. | 1951. | 1961. | 1971. | 1981. | 1991. | 2001. | 2011. |
| ----- | ----- | ----- | ----- | ----- | ----- | ----- | ----- | ----- |
| 1.177 | 1.290 | 1.296 | 1.342 | 1.323 | 1.420 | 1.586 | 1.719 | 1.925 |

## Партнерски градови
- Сера